# Manuel Cordo Boullosa
Manuel Cordo Boullosa (Lisboa, 5 de diciembre de 1905-Caparide, ayuntamiento de Cascaes, 6 de abril de 2000) fue un magnate y filántropo portugués de origen gallego.
Hijo de gallegos emigrados a Lisboa, desde que tenía un año de edad hasta que cumplió los 8 vivió en la parroquia pontevedresa de Caritel (Puentecaldelas), y posteriormente pasó allí muchos veranos. Las vivencias en el mundo rural de esos años marcaron profundamente toda su trayectoria vital. Fundó la empresa petrolífera portuguesa Sonap, en la actualidad conocida como Galp, y otras del sector de los hidrocarburos en varios países africanos como Mozambique, Sudáfrica, Malaui o Suazilandia. Empresario también de los sectores de la banca, la agricultura, el comercio, el turismo y el mundo editorial, llegó a poseer la quinta fortuna del mundo.

## Relación con Galicia
Manuel Cordo Boullosa nació en Lisboa el 5 de diciembre de 1905, en el 2.º piso de la Rúa Anchieta, número 6, en el barrio del Chiado. Cuarto hijo de Manuel María Cordo Martínez (Caritel, 1869) y de Leocadia Boullosa y Muñoz. (Caritel, 1878), un matrimonio gallego que se dedicaba al comercio de carbón y de vino. A pesar de que a lo largo de su vida a Manuel Cordo Boullosa gustó de destacar sus orígenes humildes, lo cierto es que su padre - que había llegado a Lisboa apenas dos décadas antes (en 1885), recorriendo a pie buen parte del camino - ya era un comerciante de éxito.
Con tan solo un año Manuel Cordo Boullosa perdió a su madre, que solo contaba 28 años y estaba embarazada de su quinto hijo. Por eso su padre decidió enviarlo a Caritel, parroquia del ayuntamiento de Puentecaldelas, la aldea de origen de su familia. Allí fue entregado al cuidado de sus tías Amalia y María Esperanza Boullosa Muñoz, hasta los ocho años. Recibió las enseñanzas primarias en una escuela rural de la zona (en la actualidad el colegio público de Puentecaldelas, capital del municipio, lleva su nombre). Regresó a Lisboa en 1913, después de finalizar sus primeros estudios.
A partir de ese período inicial de su vida, transcurrido en Galicia, tuvo siempre presentes sus orígenes y pasaba frecuentemente temporadas en la casa que poseía en Caritel.
En 1923, Manuel Cordo Boullosa enfermó gravemente de tuberculosis, enfermedad para la que en Portugal las posibilidades de tratamiento eran muy limitadas. Por eso su padre decidió enviarlo a un sanatorio situado en Suiza, en Davos-Platz, donde ya antes había enviado a su hermana Aida, que padecía la misma enfermedad y que lamentablemente no pudo superarla.
En los tres años que pasó en el sanatorio aprovechó el tiempo para aumentar sus conocimientos, leyendo los principales clásicos de la literatura francesa, aprendiendo a hablar correctamente el francés y el inglés, y obteniendo incluso cierta fluidez en el alemán, lo que en el futuro le resultaría muy útil para la expansión de sus negocios en los mercados internacionales.

## Trayectoria profesional
Manuel Cordo Boullosa empezó a trabajar a los 15 años en el próspero negocio familiar de venta de carbón y botellas de queroseno. Dicha actividad había sido iniciada por su abuelo, Manuel Antonio Boullosa González (1884-1919), un inmigrante gallego procedente de Caritel, que en Lisboa se convirtió en uno de los mayores comerciantes de carbón y vino, llegando a poseer una flota de barcos que transportaban el carbón descendiendo por el río Tajo. Fue uno de los socios fundadores del poderoso Grémio dos Carvoeiros, que llegó a controlar totalmente la venta y distribución del carbón, la principal fuente de energía doméstica e industrial de la época.
Su padre, Manuel María Cordo Martínez , nacido en 1869, era otro inmigrante procedente de Caritel. Al casarse con Leocadia, hija de Manuel Antonio, dio continuidad al negocio familiar y se convirtió en un importante empresario, que ya figura en la edición de 1904 del Almanaque Industrial e Comercial como propietario de varios negocios y edificios.
Posteriormente, a partir de su estancia en Suiza, despegó definitivamente la brillante carrera en el mundo de los negocios de Manuel Cordo Boullosa, con el núcleo principal de su actividad en Portugal, pero con muchas relaciones comerciales con Francia y con África.
Participó también en diferentes iniciativas empresariales en Galicia. La más notable fue cuando en 1959 tuvo la idea de instalar una refinería de petróleo junto al importante puerto de Vigo. Proponía la creación de una compañía de mayoría de capital gallego, se llamaría Petrogasa, y para eso contaba con el apoyo y con la colaboración de su amigo Valentín Paz Andrade. Por presiones políticas desde el Instituto Nacional de Industria (INI), dentro del gobierno de Franco, el proyecto fue rechazado y otras compañías rivales instalaron una refinería similar en La Coruña en 1964.
Durante la Revolución de los Claveles, en abril de 1974, tuvo que salir de Portugal para evitar ser detenido por los insurrectos y se refugió en su casa de Caritel. Además, sus negocios en Portugal recibieron un importante daño, ya que el nuevo gobierno revolucionario expropió y nacionalizó los más importantes, como la Sonap (Sociedade Nacional de Petróleos).
Ya con 69 años, y contra todo pronóstico, Manuel Cordo Boullosa no se dejó vencer por las dificultades y se trasladó a Brasil, donde reinició una intensa actividad empresarial, fundando varias empresas, como la sociedad agropecuaria Karitel, propietaria de 40.000 hectáreas en el estado de Bahía, y llegando a adquirir el Banco Pinto de Magalhães.
En 1987 regresó a Portugal y una vez más comenzó a trabajar sin descanso, alcanzando importantes participaciones en los sectores petrolífero, bancario y de los medios de comunicación.
El 6 de abril de 2000, con 94 años, Manuel Cordo Boullosa falleció en la Quinta dos Pesos, donde residía, en Caparide, en el ayuntamiento de Cascais.

## Actividad Filantrópica
Durante toda su vida contribuyó de diversas formas a ayudar a los gallegos que vivían en Portugal y también a muchos que permanecían en Galicia, frecuentemente haciéndose cargo del coste de los estudios de los hijos de las familias menos favorecidas.
También en África hizo obra social, como la construcción en 1968 de una escuela infantil en la Matola, en Lourenço Marques (actual Maputo), capital de Mozambique.
En 1973 financió la restauración total de la iglesia de Caritel, el pueblo natal de sus padres.
En 1989, obsequió a la Xuventude de Galicia, una asociación con sede en Lisboa, un fastuoso palacete situado en el Campo de Santana. Se trataba de la antigua sede del banco Crédito Predial Portugués, del que había sido accionista mayoritario. En la actualidad alberga el Centro Gallego en Lisboa.

## Premios y Reconocimientos
Por decreto del 4 de enero de 1956 del gobierno francés fue nombrado Caballero de la Legión de Honor ("Chevalier de la Légion d'honneur"), la más alta condecoración honorífica francesa .
El 31 de agosto de 1967, fue distinguido con el grado de "Grande-Oficial da Ordem Civil do Mérito Agrícola e Industrial - Classe Industrial" por el gobierno portugués.
Fue nombrado hijo adoptivo del Ayuntamiento de Ponte Caldelas el 13 de junio de 1970, en un acto en el que Valentín Paz-Andrade pronunció un discurso.
El 20 de junio de 1973 recibió del gobierno de España la "Encomienda de Número de la Orden del Mérito Civil".
La Junta de Galicia, en junio de 1991, le concedió la Medalla Castelao (Decreto 130/1991, do 25 de abril, polo que se concede a medalla Castelao no ano 1991).
En 1996 le fue concedida la Medalla de Oro del Eje Atlántico en su primera edición (en la misma también recibieron ese galardón el presidente de la Junta de Galicia D. Manuel Fraga Iribarne y el expresidente de la República Portuguesa D. Mario Soares) en reconocimiento a su contribución a la creación y el desarrollo económico y social de la Eurorregión formada por el Norte de Portugal y Galicia.
La Junta de Galicia, en reunión del 7 de junio de 2000 le concedió, a título póstumo, la Medalla de Oro de Galicia, en reconocimiento de su trayectoria empresarial y de su compromiso con Galicia y con la colonia gallega de la capital portuguesa (Decreto 141/2000, do 7 de xuño, polo que se lle concede a Medalla de Ouro de Galicia a Manuel Cordo Boullosa (a título póstumo)).